# Halumadenahalli, Hiriyur
Halumadenahalli là một làng thuộc tehsil Hiriyur, huyện Chitradurga, bang Karnataka, Ấn Độ.